# Natumi.
Natumi.（なつみ。7月19日 - ）は、広島県福山市出身の日本のアニメソング歌手。

## 人物
趣味はアニメ観賞。

## 作品

### シングル
1. pARTs(2022年6月1日) [3]
TVアニメ「境界戦機 第2部」(テレビ東京系)エンディングテーマ

### 配信シングル
1. ラストノート(2022年11月6日)
日曜劇場『アトムの童』(TBSテレビ)挿入歌[4]
2. クルワセ（2024年1月10日）
TVドラマ 「夫を社会的に抹殺する5つの方法 Season2」（テレビ東京系）主題歌[5][6]